# Zoeker

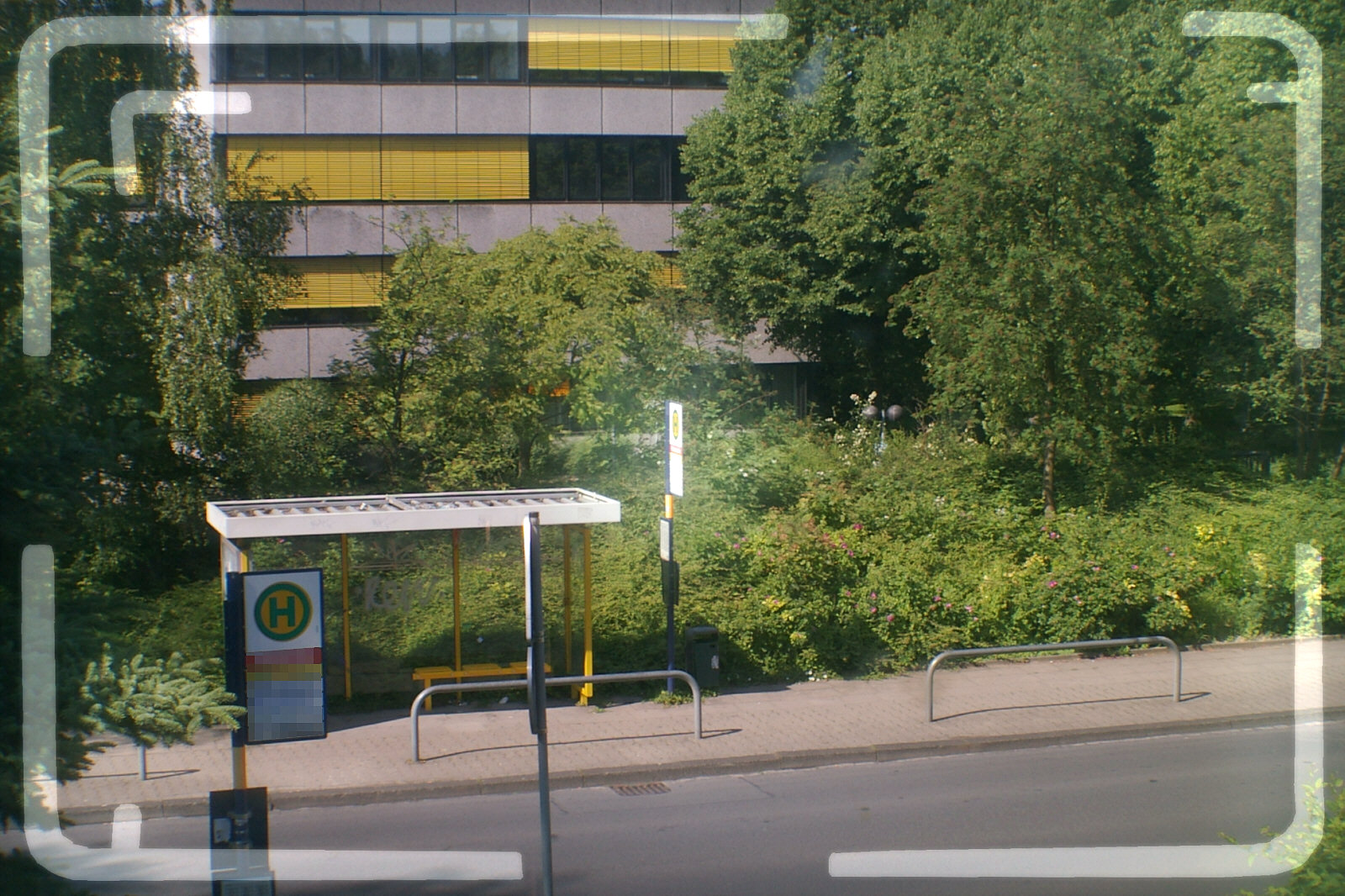
Optische zoeker met beeldveld- en parallaxmarkeringen

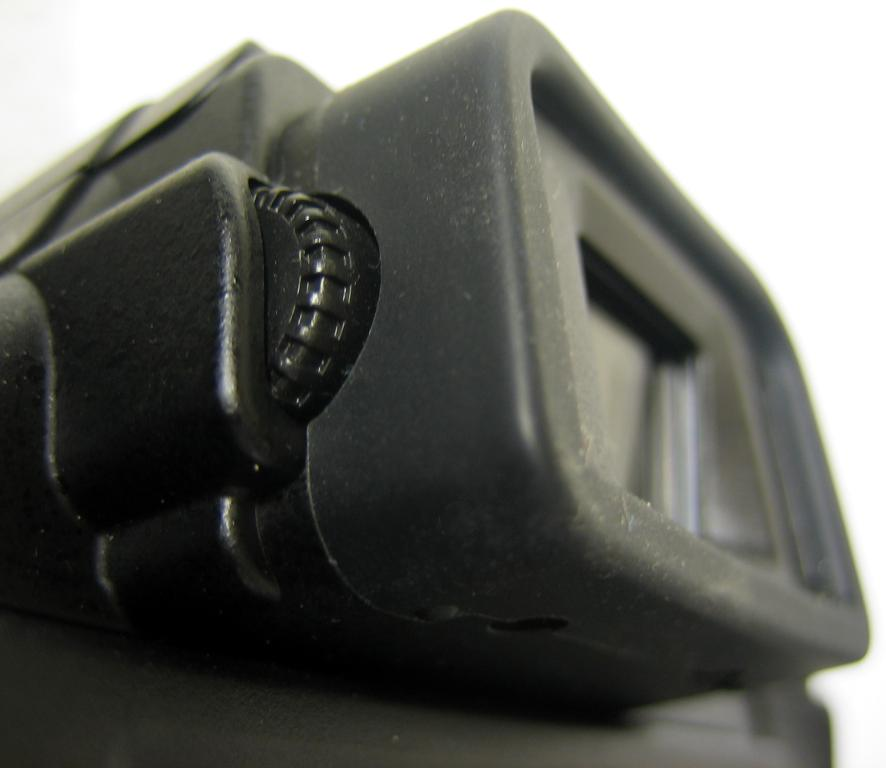
Zoeker met draaiknop voor dioptrie-aanpassing

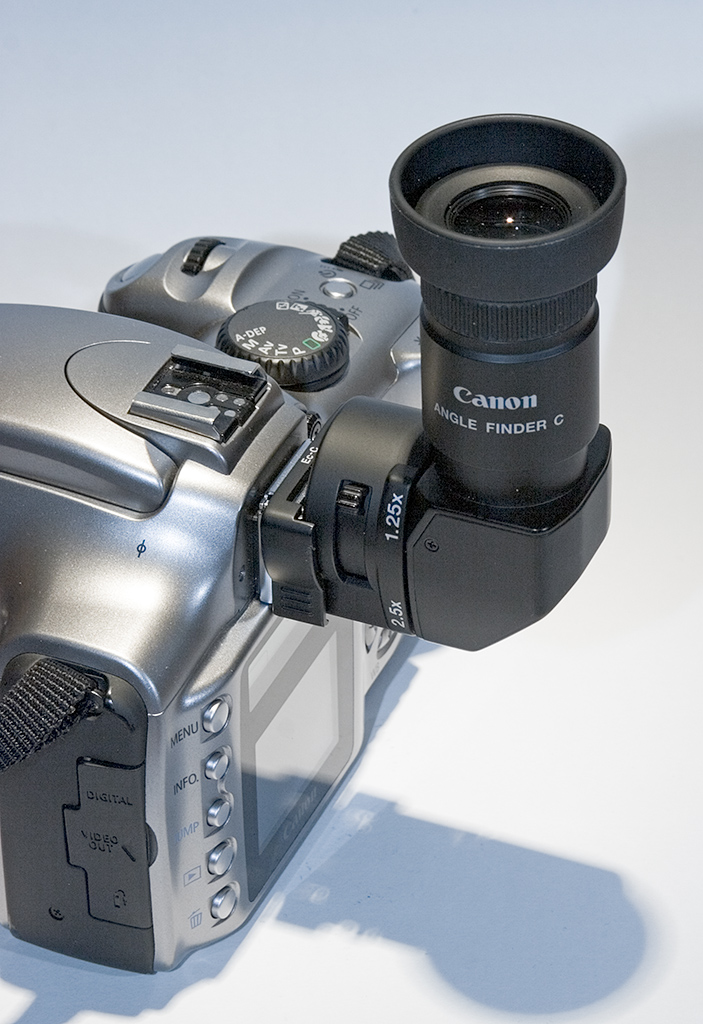
Hoekzoeker

De zoeker van een camera is een hulpmiddel, om te bepalen wat er gefotografeerd of gefilmd wordt. De meeste zoekers bestaan ofwel als optisch systeem (met lenzen of spiegels) of zijn elektronisch (bijvoorbeeld lcd-)zoekers. 

## Soorten zoekers

### Sportzoeker
Een sportzoeker is een eenvoudige zoeker die bestaat uit een rechthoekig raampje dat op een bepaalde afstand van het oog gehouden moet worden, het raampje geeft dan de beeldbegrenzing aan. Voordeel van een sportzoeker is dat je ook ziet wat er buiten het beeld gebeurt en daarop kan anticiperen.

### Matglas
Technische camera's en spiegelreflexcamera's gebruiken een matglas waarop het door het objectief opgevangen beeld als zoekerbeeld weergegeven wordt.

## Parallax
Bij camera's waar de zoeker los staat van de lens, zoals bij compactcamera's en tweeogige spiegelreflexcamera's, moet bij het fotograferen rekening worden gehouden dat het te fotograferen beeld verschoven is ten opzichte van het getoonde beeld in de zoeker, vooral bij fotograferen op kleinere afstanden treedt verschijnsel sterk op. Dit verschijnsel noemt men parallax. Camera's die de opnamelens ook voor het zoekerbeeld gebruiken, zoals de spiegelreflexcamera kennen dit verschijnsel niet.